# Interior de São Paulo
O interior do estado de São Paulo, ou interior paulista, é uma designação informal para se referir à região que abrange toda a área do estado de São Paulo fora da Região Metropolitana de São Paulo e do litoral paulista. O interior tem destaque por possuir um conjunto paisagístico, cultural, gastronômico, histórico e arquitetônico muito rico, inclusive com vários sotaques próprios e diferentes daquele da capital e do litoral paulista.
O turismo é um setor de destaque na economia do estado, com seu interior possuindo diversos atrativos que vão desde lazer, parques temáticos, esporte radicais e ecoturismo, graças às suas águas com propriedades terapêuticas em cidades como Águas de Lindóia, Águas da Prata, Águas de Santa Bárbara, Socorro e diversas cidades pertencentes ao Circuito das Águas, além de outras banhadas por represas, proporcionando belas praias de água doce, este é o caso da famosa Rifaina, até turismo histórico, arquitetônico, gastronômico e cultural.
Essa área é fortemente industrializada e caracteriza-se por sua economia de grande porte e bastante diversificada, sendo uma das regiões mais ricas da América Latina. Cerca de 1/4 do PIB do interior se concentra na Região Metropolitana de Campinas, que se consolida cada vez mais, como o cinturão do setor automobilístico brasileiro.

## História

### Século XVI - Início da exploração do território
Quando da chegada dos portugueses, havia no interior de São Paulo uma variedade de tribos indígenas, predominantemente do troco linguístico macro-jê, como os caiapós, xavantes, caingangues e puris, mas também havia territórios habitados por povos guaranis.
Já na década de 1560, pouco após a fundação da vila de São Paulo de Piratininga, os paulistas, em sua maioria mamelucos (filho de colonos portugueses com mulheres indígenas), passaram a percorrer o interior em busca de metais preciosos ou combater indígenas segundo o princípio da guerra justa. Data de 1562 uma dessas primeiras expedições dos paulistas, quando João Ramalho partiu ao Vale do Paraíba para combater os carijós que haviam cercado São Paulo pouco tempo antes. Na década de 1580, colonos das vilas de Santos, São Vicente e São Paulo partiram em expedições contra os carijós nos vales dos rios Tietê e Paraíba do Sul. Em 1585, o capitão-mor Jerônimo Leitão liderou pessoalmente uma bandeira em direção a Paranaguá em combate aos carijós após pedidos de outros colonos. Durante a década de 1590, foram organizadas varias expedições punitivas ao interior em retaliação aos ataques indígenas aos colonos e índios catequisados nos arredores de São Paulo. Apesar do caráter defensivo dessas investidas em retaliação a ataques indígenas, os colonos notadamente as utilizaram para obtenção de mão-de-obra escrava.
A partir do final da década de 1580, mas sobretudo na década de 1590, além das bandeiras de caráter punitivo, houve um aumento pela busca de metais preciosos no interior de São Paulo e do Brasil. Em 1589, Afonso Sardinha e seu filho de mesmo nome descobriram minério de ferro no Morro de Araçoiaba, o que ocasionou a construção da primeira fundição de ferro do Brasil. No mesmo local, foi fundada a primeira povoação do interior paulista sob o nome de Vila de Nossa Senhora de Monte Serrat, porém a mesma entrou em decadência devido ao fracasso da descoberta de ouro no local, com seus habitantes sendo transferidos para a região do Itavuvu, onde hoje fica Sorocaba, em 1611, por ordem do governador-geral do Brasil D. Francisco de Sousa. Tal povoação também tem vida curta. Em 1596, o português João de Sousa Pereira, de alcunha Botafogo, partiu de São Paulo acompanhado de, pelo menos, 25 colonos brancos e um enorme número de índios em busca de ouro e pedras preciosas no vale do rio São Francisco, passando pelo Vale do Paraíba durante o trajeto, combatendo também os índios hostis na região.

### Século XVII - Povoamento da região e século do bandeirantismo
No final do século XVI e início do século XVII, o povoamento do território paulista, até então restrito ao litoral e ao Planalto de Piratininga, se expandiu para os vales dos rios Paraíba do Sul e Tietê, o que provavelmente está relacionado à demanda por novas terras e ao bandeirantismo.
Na primeira metade do século XVII, houve um grande aumento no número de expedições de bandeirantes. Patrocinados pelo governador-geral D. Francisco, em 1601, o bandeirante André de Leão adentrou o Vale do Paraíba em busca de pedras preciosas na direção no rio São Francisco, seguido um ano depois por outra expedição de grande porte levada a cabo por Nicolau Barreto, dessa vez em direção às minas do Vice-Reino do Peru, para isso descendo o rio Tietê. Não tendo encontrado metais preciosos, a bandeira de Nicolau Barreto devassou o vale do rio Paranapanema, escravizando por volta de 2 mil indígenas. Diversas outras bandeiras cruzaram o interior paulista neste período, seguindo o curso do rio Tietê, como as de Manuel Preto (1606), Belchior Dias Carneiro (1607), Martim Rodrigues Tenório de Aguiar (1608) e Antônio Raposo Tavares (1628). Essas bandeiras tinham como principal objetivo a captura de indígenas para escravizar nas missões jesuíticas espanholas no Guairá, Paraguai e Sete Povos das Missões.
A partir da década de 1640, a diminuição no abastecimento de cativos guarani fez com que os colonos paulistas reorientassem sua expedições de apresamento em direção ao Vale do Paraíba, contribuindo para a elevação à vila das povoações de Taubaté (1645), Guaratinguetá (1651) e Jacareí (1653); pelo mesmo motivo, foram elevadas à categoria de vila, ao oeste e noroeste, as povoações de Jundiaí (1656), Itu (1657) e Sorocaba (1661). Com uma pequena economia agrícola baseada no trabalho indígena, essas vilas abasteciam as bandeiras que por ali passavam, além de servir de base para novas expedições. Apesar da elevação à categoria de vila a partir da década de 1640, tais povoações surgiram anos, ou até mesmo décadas antes: Taubaté fora fundada pelo bandeirante Jacques Félix no ano de 1639 com a construção de uma capela em honra a São Francisco das Chagas; o próprio Félix também teria sido o fundador de Guaratinguetá em 1630, com a construção de uma capela dedicada a Santo Antônio; Jacareí surgiu em 1652 com nome de Nossa Senhora da Conceição do Paraíba, fundada por Antônio Afonso; Rafael de Oliveira se instalou onde hoje é Jundiaí na década de 1640 e seu filho homônimo construiu uma capela em homenagem a Nossa Senhora do Desterro no ano de 1651; Itu surgiu com a construção, em 1610, da capela em honra a Nossa Senhora da Candelária pelo bandeirante Domingos Fernandes (este, inclusive, havia participado da bandeira de Belchior Dias Carneiro, em 1607); por fim, Sorocaba já tivera duas povoações primitivas que não vingaram (Nossa Senhora de Monte Serrat e São Felipe do Itavuvu) antes de ser fundada de forma definitiva com a construção da capela de Nossa Senhora da Ponte (hoje mosteiro de São Bento), no ano de 1654, pelo bandeirante Baltasar Fernandes.
Ainda no século XVII, os paulistas também formaram os povoados de Araçariguama (1605), Pindamonhangaba (1643 ou 1672), São Roque (1657), Atibaia (1665) e Araritaguaba (hoje Porto Feliz, 1693).
Na segunda metade do século XVII, o foco das bandeiras não era mais a captura de indígenas para escravizar, mas sim a procura por pedras preciosas no interior da colônia, sobretudo nos atuais territórios de Goiás e Minas Gerais. Dentre os nomes de bandeirantes que procuravam por metais, os mais conhecidos eram o de Fernão Dias e Borba Gato.

### Século XVIII - Bandeiras de mineração e mudanças econômicas
Desde a última década do século XVII, inúmeras bandeiras saíam principalmente de Taubaté em direção ao rio das Mortes, em Minas Gerais, comandadas por taubateanos como Tomé Portes del-Rei e seu genro Antônio Garcia da Cunha, descobrindo importantes jazidas de ouro no vale desse rio nos primeiros anos do século XVIII, como nas cercanias de Tiradentes (1702) e São João del-Rei (1704). A oeste, utilizando-se do rio Tietê e partindo de Porto Feliz, os sorocabanos Moreira Cabral e Miguel Sutil descobriram ouro nas proximidades de Cuiabá entre 1718 e 1722. Partindo de São Paulo e passando por Jundiaí, o bandeirante Bartolomeu Bueno da Silva (filho), o Anhanguera, descobriu ouro em Goiás no ano de 1725, formando, pelo caminho, núcleos de apoio que se tornariam as povoações de Campinas, Mogi-Guaçu, Casa Branca, Batatais e Franca.
Durante a primeira metade do século XVIII, o trabalho escravo ainda continuou predominantemente dependente de mão-de-obra indígena, que passaram a ser categorizados como "administrados" para burlar a legislação que cada vez mais coibia a escravidão indígena. Somente no final do século é que houve a transição completa da mão-de-obra indígena para a africana. Os indígenas trabalhavam nas fazendas de algodão e outros produtos, especialmente aqueles de reabastecimento das bandeiras rumo ao interior do Brasil, como já era feito no século anterior. Porto Feliz, por exemplo, servia de ponto de partida para as monções para o Mato Grosso, com índios trabalhando também na manufatura das canoas e no transporte em si.
A partir da segunda metade do século, durante o governo do Morgado de Mateus, houve uma expansão econômica da capitania de São Paulo, com a introdução do cultivo de cana-de-açúcar no interior, mas sem prejudicar a diversificada produção de gêneros, como o milho, o feijão e o arroz. Novas vilas foram fundadas, como São José dos Campos (1767), que até então era um aldeamento indígena; também no Vale do Paraíba, foram elevadas à categoria de vila as povoações de São Luiz do Paraitinga (1773), Cunha (1785) e Lorena (1788). Na região de Jundiaí, as freguesias de Mogi Mirim (1769) e Atibaia (1769) subiram para a categoria de vila, além de Campinas (1774) ser elevada a freguesia, junto com Bragança Paulista (1765) e Piracicaba (1767). No sudoeste, região de Sorocaba, surgiram Itapetininga (1770) e Itapeva (1769). Nesta região, predominava a pecuária, com o transporte de muares entre as cidades de Sorocaba e Viamão, no Rio Grande do Sul, sendo de grande importância para as vilas e freguesias no caminho, fazendo também com que ocorresse regularmente as feiras de muares de Sorocaba. Na região de Itu e Jundiaí, além da produção de açúcar, as vilas e povoações serviam de abastecimento das caravanas que iam rumo a Mato Grosso e Goiás nos caminhos abertos no começo do século. No Vale do Paraíba, além da cana-de-açúcar, as vilas da região abasteciam a região mineradora na capitania de Minas Gerais. No final do século, o "Quadrilátero do Açúcar", uma área delimitada pelas vilas de Sorocaba, Piracicaba, Mogi Guaçu e Jundiaí, ganhou destaque devido à produção de açúcar voltado para a exportação.
Até o final do século XVIII, a língua franca usada na capitania de São Paulo era o tupi meridional, conhecido como língua Geral Paulista, utilizada no dia-a-dia da população predominantemente mameluca, fato que foi notado até pelo Bispo de Olinda ao criticar o bandeirante Domingos Jorge Velho, que havia sido contratado para acabar com Quilombo dos Palmares, afirmando este ser basicamente um índio "tapuia" que nem português falava. Com o decreto do Marques de Pombal, em 1757, proibindo seu uso, a Língua Geral Paulista foi caindo em desuso com o decorrer do tempo em favor do português, sendo falada pelos mais velhos ainda no século XIX e extinta apenas no início do século XX. Apesar disso, sua influência é até hoje presente no dialeto caipira, que emprega palavras de origem tupi e também sua fonética.

### Século XIX - O ciclo do café
No final do século XVIII e primeira metade do século XIX, com a decadência da mineração de ouro em Minas Gerais, muitos mineiros se fixaram no nordeste paulista, ali desenvolvendo a agropecuária. Esses colonizadores fundaram povoados, embriões de importantes cidades da região, como Ribeirão Preto, Barretos e São José do Rio Preto.
O século XIX já entrou com mudanças que trariam marcas no interior. O rei dom João VI, que havia se estabelecido no Brasil após a invasão francesa de Portugal, estabeleceu, em 1810, a Real Fábrica de Ferro São João do Ipanema, uma siderúrgica no local onde o bandeirante Afonso Sardinha havia minerado ferro, mais de dois séculos antes, no atual município de Iperó. Foram trazidos técnicos estrangeiros, principalmente suecos, para operar o maquinário. Ao longo do século, a Fundição Ipanema fabricaria diversos utensílios e produtos, variando desde peças para a produção agrícola até canhões para uso militar.
O café foi introduzido na província no início do século e seu cultivo originalmente era restrito ao Vale do Paraíba. O cultivo ganhou destaque após a Independência do Brasil, enriquecendo rapidamente cidades como Bananal, Lorena, Guaratinguetá, Pindamonhangaba e Taubaté e gerando uma oligarquia rural escravocrata. No entanto, a cafeicultura vale-paraibana começou a entrar em decadência em meados do século, devido ao esgotamento dos solos e às restrições no tráfico de escravos. Mesmo assim, Taubaté ainda continuou sendo um dos principais produtores paulistas ainda no início do século seguinte.
Em 1842, ocorreram as Revoluções Liberais em São Paulo e Minas Gerais. Os paulistas, insatisfeitos com a legislação conservadora do governo central e com a destituição do sorocabano Rafael Tobias de Aguiar como presidente da província, revoltaram-se em 17 de maio de 1842 em Sorocaba, declarada capital provisória. Logo, o movimento se espalhou por outras diversas vilas e cidades do interior, como Taubaté, Pindamonhangaba, Silveiras e Lorena, no Vale do Paraíba, e em outras importantes localidades como Itu, Itapetininga, Porto Feliz e Capivari. Após dois meses de combate, os paulistas foram derrotados pelo governo central nos arredores de Campinas, na Batalha da Venda Grande, dispersando-se então.
Lentamente se espalhando pelo oeste da província, e concorrendo com a produção de cana-de-açúcar, o café consolidou-se efetivamente na região de Campinas por volta da década de 1850. Devido às restrições no tráfico de escravos em vigor desde, pelo menos, a década de 1830, os fazendeiros paulistas passaram a incentivar a imigração de colonos alemães, suíços, franceses e portugueses para trabalhar tanto nas fazendas de cana-de-açúcar quanto de café, sendo o pioneiro desse regime de parceria o senador Vergueiro, que, na década de 1840 contratou centenas de colonos portugueses e, posteriormente, alemães, para trabalhar na fazenda Ibicaba, de sua propriedade, em Limeira (a sede da fazenda fica atualmente em Cordeirópolis). Entretanto, a imigração continuará em ritmo lento até a década de 1870, permanecendo o uso de escravos de origem africana ainda como a principal mão-de-obra. Nos anos 1870, devido à expansão da malha ferroviária, o café atingiu a região de Ribeirão Preto, onde o clima e solo favoráveis propiciariam seu cultivo em larga escala. Na década de 1880, a cada vez mais difícil obtenção de escravos, que seriam totalmente libertados em 1888, obrigou os fazendeiros a investir consideravelmente na imigração como aquisição de mão-de-obra estrangeira, resultando que, entre 1887 e 1900, quase 900 mil imigrantes entrassem em São Paulo. O interior de São Paulo tornou-se um dos principais produtores de café do mundo. . Mesmo devido à tantos investimentos, o interior de São Paulo ainda concentra grande parte da população vivendo nas períferias e comunidades.

### Século XX - crises, revoluções e industrialização

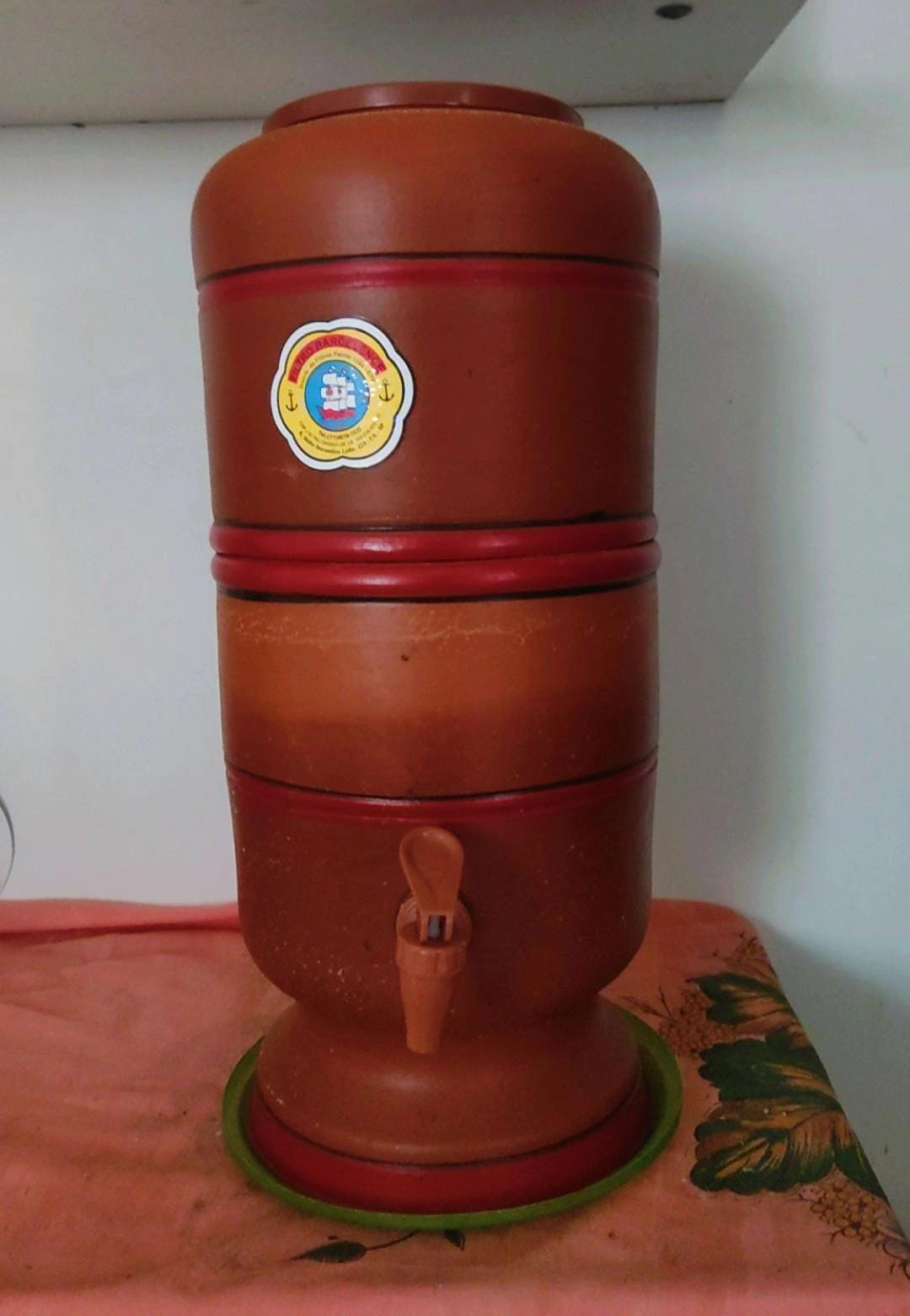
Filtro de barro, de origem paulista

Nas primeiras décadas do século XX, o café se manteve como o principal produto das fazendas do interior paulista, porém outros itens também eram cultivados em menor escala, como o arroz no Vale do Paraíba e no Vale do Ribeira, ou o algodão na região de Sorocaba. A imigração em massa, ainda em grande parte subsidiada pelos grandes fazendeiros, continuava forte, porém os maus-tratos sofridos pelos colonos nas fazendas diminuiu principalmente a imigração italiana para o estado (o decreto Prinetti, do governo italiano, dificultou a saída destes imigrantes para o Brasil), fazendo com que haja uma investida na mão-de-obra de outros trabalhadores do sul da Europa, como espanhóis e portugueses, que registraram um aumento significativo de entrada durante esse período em relação aos italianos. A partir de 1908, começaram a entrar em São Paulo e no Brasil imigrantes japoneses, que se dirigiam sobretudo para o oeste e noroeste paulista.
Na primeira metade do século XX, a expansão das ferrovias pelo oeste e noroeste do Estado de São Paulo colonizaram estas regiões, por meio da chegada, sobretudo, de imigrantes europeus e de paulistas descendentes de poucas gerações destes, mas também chegando brasileiros vindos de Minas Gerais e do Nordeste do Brasil.
A Primeira Guerra Mundial dificultou a exportação para o Brasil de produtos fabricados na Europa, acelerando, assim, o processo de industrialização de várias cidades brasileiras, muitas deles no interior paulista. Muito por conta do plantio do algodão já estar consolidado no estado, as fábricas de produção de tecidos acabaram prevalecendo nesse período, se destacando a produção na região de Sorocaba (Sorocaba, Itu, Tatuí, São Roque), Vale do Paraíba (Taubaté, Jacareí, São José dos Campos) e Campinas (Campinas, Jundiaí, Americana e Santa Bárbara d'Oeste). Fazendo proveito do plantio histórico da cana-de-açúcar, o setor açucareiro passou por uma forte ênfase industrial, principalmente em Piracicaba e municípios vizinhos, destacando-se ainda em outras regiões, como Sorocaba (Porto Feliz), Vale do Paraíba (Lorena), Ribeirão Preto (Sertãozinho).
Foi durante a década de 1920 que alguns municípios do interior paulista ultrapassaram os 100 mil habitantes. Campinas, importante centro cafeeiro e já com uma base industrial significativa, registrava 115.602 habitantes, sendo um quinto deles estrangeiros. São José do Rio Preto era o município mais populoso do estado depois da capital e estava à frente de Campinas, com 126.796 habitantes, sendo 17,67% deles imigrantes. Porém, é importante ressaltar que este município no norte do estado ia, nessa época, até o rio Paraná, na divisa com Mato Grosso do Sul, sendo assim, também, o maior em tamanho de todo o estado.
A crise de 1929 reduziu a exportação do café, obrigando o governo a intervir comprando uma parte dos estoques e queimando o excedente. Boa parte dos cafeicultores passou então a investir seus recursos na indústria.
Durante a Revolução Constitucionalista de 1932, o interior foi o grande palco da guerra que durou cerca de três meses. Alguns dos mártires do 23 de maio, quando manifestantes foram baleados em um protesto na capital, eram do interior: Miragaia era de São José dos Campos; Martins, de São Manuel; Camargo, mesmo nascido na capital, era de uma importante família na região de Amparo. Com grande apelo popular e voluntariado em todas as cidades de São Paulo, o alistamento teve de ser contido devido a ter muitos voluntários para poucas armas, houve intensos combates nas divisas do solo paulista, como no Setor Norte (região do Vale do Paraíba), setor Leste/Oeste (Campinas, Ribeirão Preto, São José do Rio Preto) e Sul (Itapetininga). Trincheiras, que existem até hoje, foram cavadas em diversos municípios, principalmente na região do Vale Histórico, palco mais intenso dos combates. A malha ferroviária paulista foi utilizada no transporte das tropas e também para o uso do Trem Blindado. Casos heroicos foram protagonizados, como do lavrador Paulo Virgínio que, em Cunha, preferiu a morte na mãos das tropas federais a entregar a posição dos soldados paulistas com os dizeres "morro, mas São Paulo vence!", ou de mulheres que, escondidas, combateram, tal qual Maria Sguassábia, de São João da Boa Vista, inicialmente combatendo sem revelar sua identidade, ou do menino Aldo Chioratto, jovem escoteiro de Campinas, que foi morto enquanto entregava uma carta durante um dos diversos bombardeios aéreos que a cidade sofreu entre 15 e 29 de setembro. Não só Campinas foi bombardeada por aviões durante o conflito, mas também sendo foram Jundiaí, Pedreira, Itapira, Buri, Cachoeira Paulista, Cunha e São José do Barreiro.
Nas décadas de 1960 e 1970, o governo paulista promoveu diversas obras que incentivam a economia do interior do estado, esvaziado desde a crise do café em 1930. A abertura e duplicação da Via Dutra recupera e industrializa o Vale do Paraíba, que se concentra em torno da indústria aeronáutica de São José dos Campos. Para o oeste, a implantação do Aeroporto Internacional de Viracopos em Campinas, a criação da Universidade Estadual de Campinas (Unicamp), a abertura de rodovias como a Anhanguera, Bandeirantes e Washington Luís, o implemento de técnicas modernas de produção, em especial da cana-de-açúcar e de seu subproduto álcool combustível, levaram novamente o progresso às regiões de Campinas, Sorocaba, Araraquara, Ribeirão Preto e Franca.
Até 1970, o setor industrial no interior paulista correspondia a apenas 25% por cento da produção nesse setor em todo o estado. A partir dessa década, há uma expansão acelerada em direção a Campinas, São José dos Campos, Taubaté, São Carlos, Piracicaba, Sorocaba, Amparo, Indaiatuba, Rio Claro, Americana, Araraquara, Santa Bárbara d'Oeste, Sumaré, Pindamonhangaba, Salto, Itu, Botucatu e outras cidades interioranas.

## Demografia
A população do interior de São Paulo, segundo o censo de 2010, era de 19.628.510 habitantes.
Etnias
| Cor/Raça | Total      | Porcentagem |
| -------- | ---------- | ----------- |
| Branca   | 13.664.477 | 69,6        |
| Parda    | 4.866.323  | 24,7        |
| Preta    | 893.312    | 4,55        |
| Amarela  | 186.817    | 0,95        |
| Indígena | 16.659     | 0,08        |

Censo 2010
A maioria da população do interior paulista descende de imigrantes europeus, sobretudo italianos, chegados ao estado entre o final do século XIX e início do século XX para trabalhar nas lavouras de café em substituição aos escravos. Em São Carlos, um dos principais centros cafeeiros, por volta de 30% da população total era composta por imigrantes italianos, segundo com um censo realizado em 1907. Em Ribeirão Preto, outro polo do café, residiam 21.765 italianos no ano de 1902, o que correspondia a quase metade do total de habitantes do município. Às vésperas do censo de 1920, dos 400 mil italianos residentes no estado de São Paulo, 77% deles estavam no interior. Em Jundiaí, atualmente, mais de 75% da população é de origem italiana. Mesmo tendo recebido uma imigração mais modesta, em Taubaté se destaca o distrito do Quiririm, onde os italianos se estabeleceram em um núcleo colonial onde preservaram seus costumes, com a festa italiana do distrito sendo considerada uma das maiores de São Paulo. A presença dos espanhóis no interior também é forte, sobretudo na região de Sorocaba, que conta com a maior colônia espanhola do Brasil, formando mais de 20% da população do município; Outra região de destaque é São José do Rio Preto, onde, em 1920, moravam mais de 8 mil imigrantes espanhóis. Os portugueses, presentes desde o período colonial, se estabeleceram em grandes números nas regiões produtoras de café, como Campinas, a região Mogiana, Noroeste e Alta Sorocabana.
A categoria dos pardos é formada pelos caboclos, mulatos e cafuzos. Destacam-se os caboclos, historicamente conhecidos como mamelucos em São Paulo, que são o resultado da mistura entre europeus e ameríndios. Os mamelucos predominavam na população paulista até meados do século XVIII, sendo descendentes dos primeiros colonizadores portugueses e das índias tupis. Com as bandeiras de preação do século XVII, houve um grande acréscimo de índios de origem guarani trazidos à força das missões do Paraguai para trabalhar como escravos. Era prática comum dos colonos possuírem muitos filhos ilegítimos com as índias escravizadas, como foi o caso do bandeirante Pedro Vaz de Barros, que teve quatorze filhos bastardos com seis escravas indígenas diferentes.
A população negra tem origem predominante nos bantos, sobretudo angolanos. Foram trazidos, em grandes números, a partir da segunda metade do século XVIII, como mão-de-obra escrava nas fazendas de cana-de-açúcar e, posteriormente, de café. Durante o século XIX, formaram uma significativa parcela da população geral até a vinda em massa dos imigrantes europeus, sendo por volta de 20% da população total em 1872. Atualmente, a área de maior porcentagem é Ribeirão Preto (5,93%), local de predomínio histórico do café, seguido de Piracicaba (5,29%), importante centro açucareiro na primeira metade do século XIX. Há no interior do estado pelo menos 64 comunidades quilombolas. Os quilombos são comunidades formadas em antigos locais de refúgio da população escrava de origem africana. No Vale do Ribeira, encontra-se a maior quantidade de famílias quilombolas. Recentemente, a imigração negra de maior destaque vem do Haiti (país cuja população é predominantemente afrodescendente), havendo entre 2.500 a 4.000 haitianos em Sorocaba e pelo menos 950 em Campinas.
A população amarela (asiática) é predominantemente descendente de japoneses vindos a partir de 1908. Concentram-se, sobretudo, nas regiões mais ao Oeste, como Araçatuba, Presidente Prudente e Marília, mas também no Vale do Ribeira, em Registro. Recentemente, a imigração asiática de mais destaque é a vinda da China. Há por volta de 250 famílias chinesas em Campinas.

### Religiões
No interior de São Paulo, por volta de 90% da população se declarou cristã de acordo com o censo de 2010, predominando os católicos romanos (64,0%), seguidos pelos evangélicos (24,4%) e as Testemunhas de Jeová (1,04%). Os espíritas formam 2,62%. As demais denominações religiosas ou crenças formam menos de 1% cada, sendo os declaradamente sem religião 6,22%.
A Igreja Católica está fortemente ligada à colonização do interior paulista, sendo a construção de capelas um dos sinais da criação de um povoado no período colonial. A capela de Santa Bárbara, no município de Araçariguama, foi a primeira a ser erguida no interior de São Paulo e que ainda se encontra de pé, levantada no ano de 1605 pelo bandeirante Afonso Sardinha. Poucos anos depois, em 1610, outro bandeirante, Domingos Fernandes, funda uma capela em homenagem a Nossa Senhora da Candelária, dando origem ao povoado de Itu (a antiga capela foi reconstruída no século XVIII e hoje é a Igreja do Senhor Bom Jesus). Nascido em 1739 no município de Guaratinguetá, no Vale do Paraíba, Frei Galvão foi canonizado em 2007 pelo Papa Bento XVI, tornando-se o primeiro santo nascido no Brasil. A Catedral de Nossa Senhora de Aparecida, em Aparecida, é o segundo maior templo católico do mundo, sendo o maior do Brasil. Todos os anos, milhões de devotos visitam o Santuário.
Apesar de já haver indivíduos protestantes desde o período colonial, os evangélicos só começaram a se fazer presentes de forma significativa a partir da imigração de alemães e suíços luteranos a partir do século XIX, quando começaram a se organizar religiosamente dentro das próprias fazendas de café. Com a imigração de confederados do sul dos Estados Unidos para a região de Santa Bárbara d'Oeste após a guerra civil americana, há a organização das comunidades presbiterianas, batistas e metodistas no interior. Em Cajati, no Vale do Ribeira, os evangélicos formam o maior grupo, variando de 42% a 60% da população.

## Economia

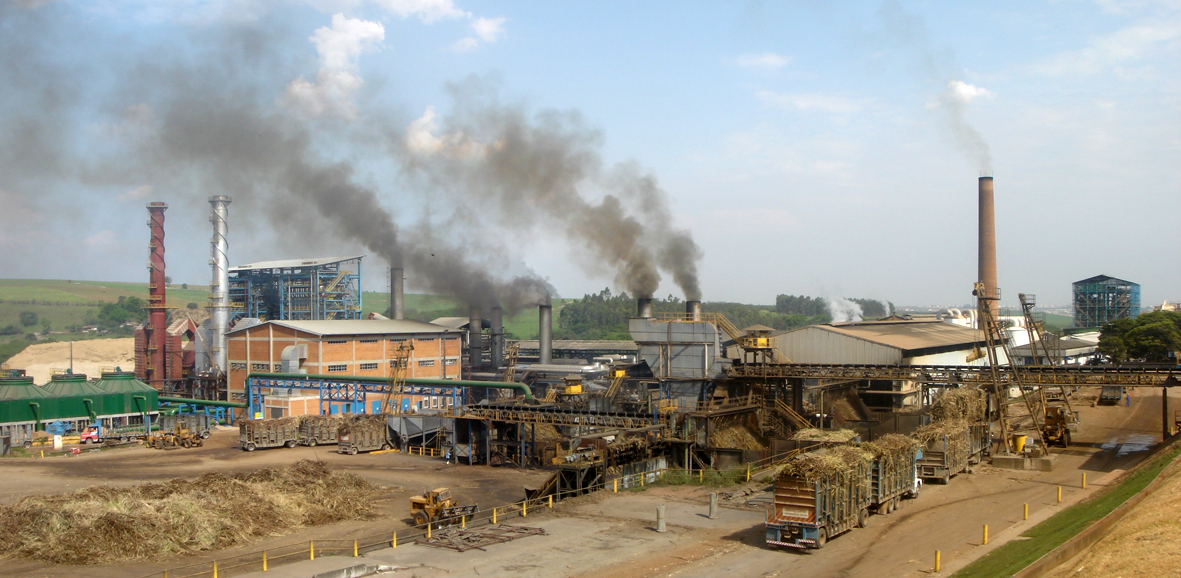
Vista panorâmica da Usina Costa Pinto em Piracicaba, fábrica que produz açúcar e etanol combustível além de outros tipos de álcool.

Com uma força econômica superior a de países como o Chile, o interior paulista tem atraído cada vez mais empresas da capital e de outros estados que buscam custos menores, espaço para crescer e um sistema logístico que favoreça o escoamento da produção, sem os congestionamentos crônicos da cidade de São Paulo. Fortalecido com essa migração de empresas, o interior viu sua participação no Produto Interno Bruto (PIB) paulista crescer 3,7 pontos porcentuais no curto período de quatro anos. Hoje, a região já responde por praticamente metade da soma de todas as riquezas produzidas no estado de São Paulo.

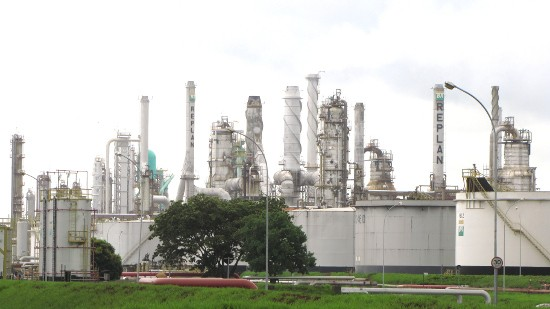
REPLAN, em Paulínia.

Esses fatores tornam a região um polo de investimentos, que tem atraído muitas empresas, principalmente para o espaço produtivo formado por municípios das regiões de Campinas, Piracicaba, Jundiaí, Taubaté , São José dos Campos, Sorocaba, Itu e Ribeirão Preto, que se concentram num raio de 150 a 250 quilômetros, com foco na região metropolitana. Além das regiões próximas à Grande São Paulo, outras partes do interior paulista também são focos de investimentos como as regiões de Araçatuba, Araraquara, Bauru, Catanduva, Franca, Presidente Prudente, São Carlos, Marília , São José do Rio Preto e Birigui com foco principal no calçado infantil e um pouco menos no feminino.
O interior de São Paulo está ajudando o estado a retomar espaço como principal parque automobilístico brasileiro, chegando novamente a ter metade da produção nacional de automóveis no seu território. A economia da região supera diversos países, como Nova Zelândia, Peru e equivale a do Chile, as cidades do interior paulista também respondem por 44% da riqueza produzida em São Paulo. No ranking dos 30 maiores municípios do Brasil, em 2008, 11 pertenciam a São Paulo. Os municípios do interior correspondem a cerca de 15% do PIB nacional, de acordo com dados da Fundação Seade.

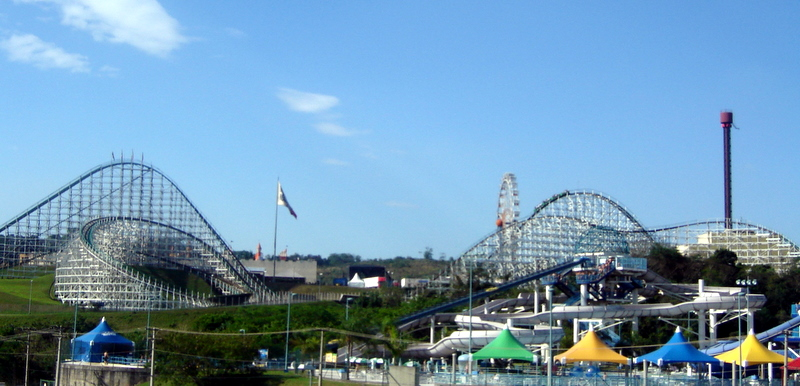
Parque Hopi Hari às margens da Rodovia dos Bandeirantes em Vinhedo.

O interior paulista sustentado pela renda do agronegócio e da cana-de-açúcar foi a região que mais ampliou gastos com alimentos, bebidas, produtos de higiene e limpeza no primeiro semestre de 2011 em relação a igual período de 2010, à frente até dos mercados mais famosos do consumo, como o Nordeste e o Centro-Oeste. O desembolso com esses itens cresceu 14,8% no interior do Estado de São Paulo.
O interior do Estado de São Paulo ultrapassou no ano de 2012, a Grande São Paulo e conquistou o posto de maior mercado consumidor do País (carece de fontes). O consumo dos domicílios das cidades do interior paulista somava em 2012, R$ 382,3 bilhões, ou 50,2% do total do Estado de São Paulo. Já a Região Metropolitana de São Paulo, que inclui a capital e 38 municípios, vai movimentar R$ 379,1 bilhões ou 49,8% do total gasto com alimentação, habitação, transporte, saúde, vestuário e educação, revela estudo da IPC Marketing.
Esse resultado consolida a tendência de desconcentração do crescimento econômico observada nos últimos cinco anos, com a perda de participação das capitais dos Estados no consumo total das famílias brasileiras. Um dos principais fatores para esta expansão, são as cidades menores do interior, que estão recebendo investimentos pesados em shoppings centers, Sertãozinho com pouco mais de 118 mil habitantes, é um exemplo claro desta corrida, pois terá nos próximos anos dois shoppings.

### Tecnologia
|                                                                     |  |  |
| UFSCar, em São Carlos (esquerda), e Unicamp, em Campinas (direita). |  |  |

O interior paulista é um dos principais polos high tech do Brasil, com cerca de 1/4 de toda produção científica nacional sendo produzida por essa região.
A Região Metropolitana de Campinas é conhecida por Vale do Silício brasileiro, em comparação ao Vale do Silício na Califórnia, Estados Unidos, onde diversas indústrias de tecnologia eletrônica e de informática se instalaram. Nesta região estão presentes unidades de 32 das 500 maiores empresas do mundo desse ramo, como a Lucent Technologies, IBM, Compaq, Dell e Hewlett-Packard (HP).
Outras cidades do estado também são reconhecidas nesse quesito, como São Carlos, Ribeirão Preto e a região do Vale do Paraíba.

#### Aeroespacial - Aviação
O interior de São Paulo é o grande indutor do desenvolvimento espacial e da aviação no Brasil, através de polos espalhados pelo estado, como São José dos Campos (que possui um Parque Tecnológico voltado exclusivo para o setor), Taubaté, Botucatu e Gavião Peixoto, todas estas cidades possuem unidades da Embraer, que em breve começará a construir na cidade de Gavião Peixoto, o cargueiro KC-390, o maior avião já fabricado no Brasil, com 12,15 metros de altura, 35,20 metros de comprimento, capacidade de transportar 20 toneladas e com velocidade máxima de 870 km/h.
Outros municípios relevantes que estão despontando são Bauru, que possui uma fábrica da Volare, além de São Carlos que possui um dos maiores centros tecnológicos de aviação do mundo, da empresa TAM Linhas Aéreas e Ribeirão Preto que é sede da Passaredo Linhas Aéreas e onde se localiza o centro operacional e de engenharia da empresa.

## Infraestrutura

### Transportes

#### Aeroportos

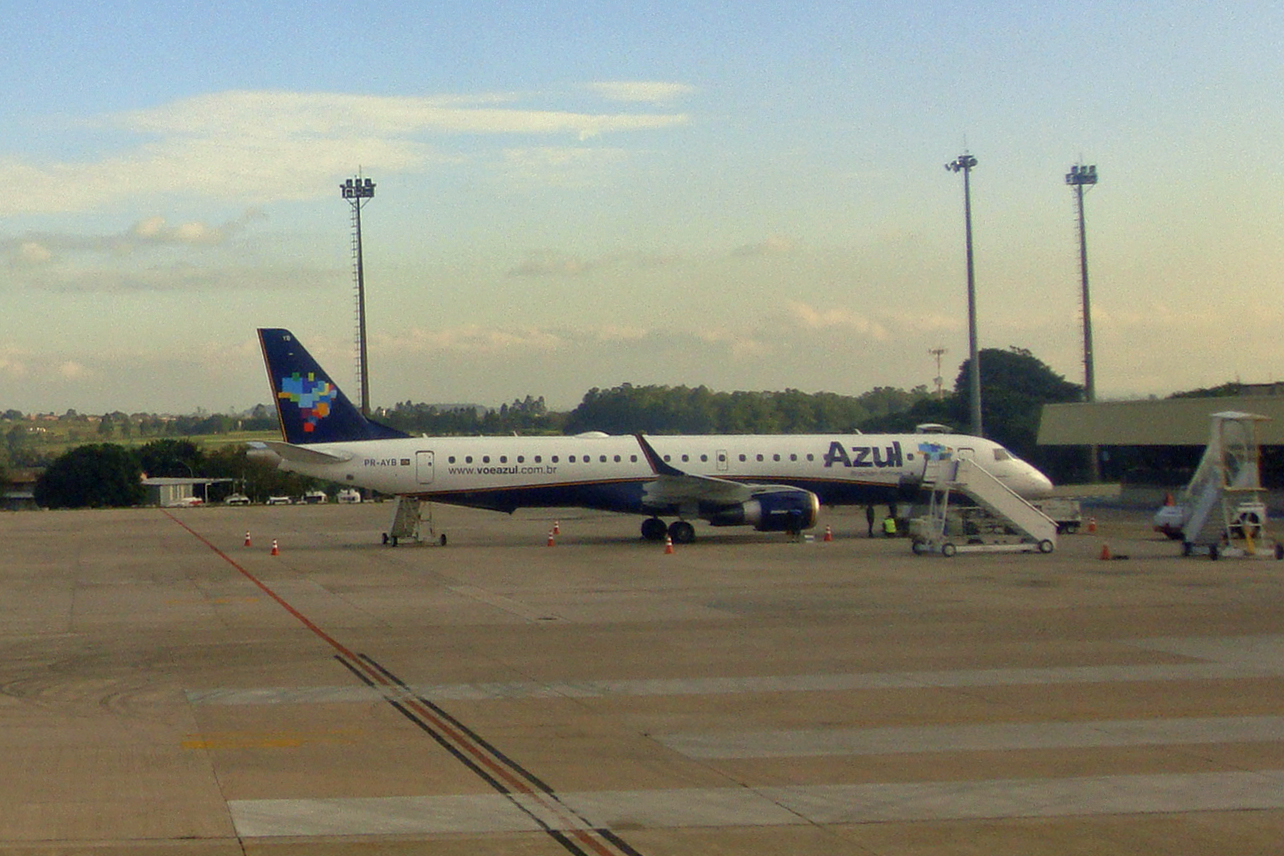
Pátio do Aeroporto Internacional de Viracopos, em Campinas.

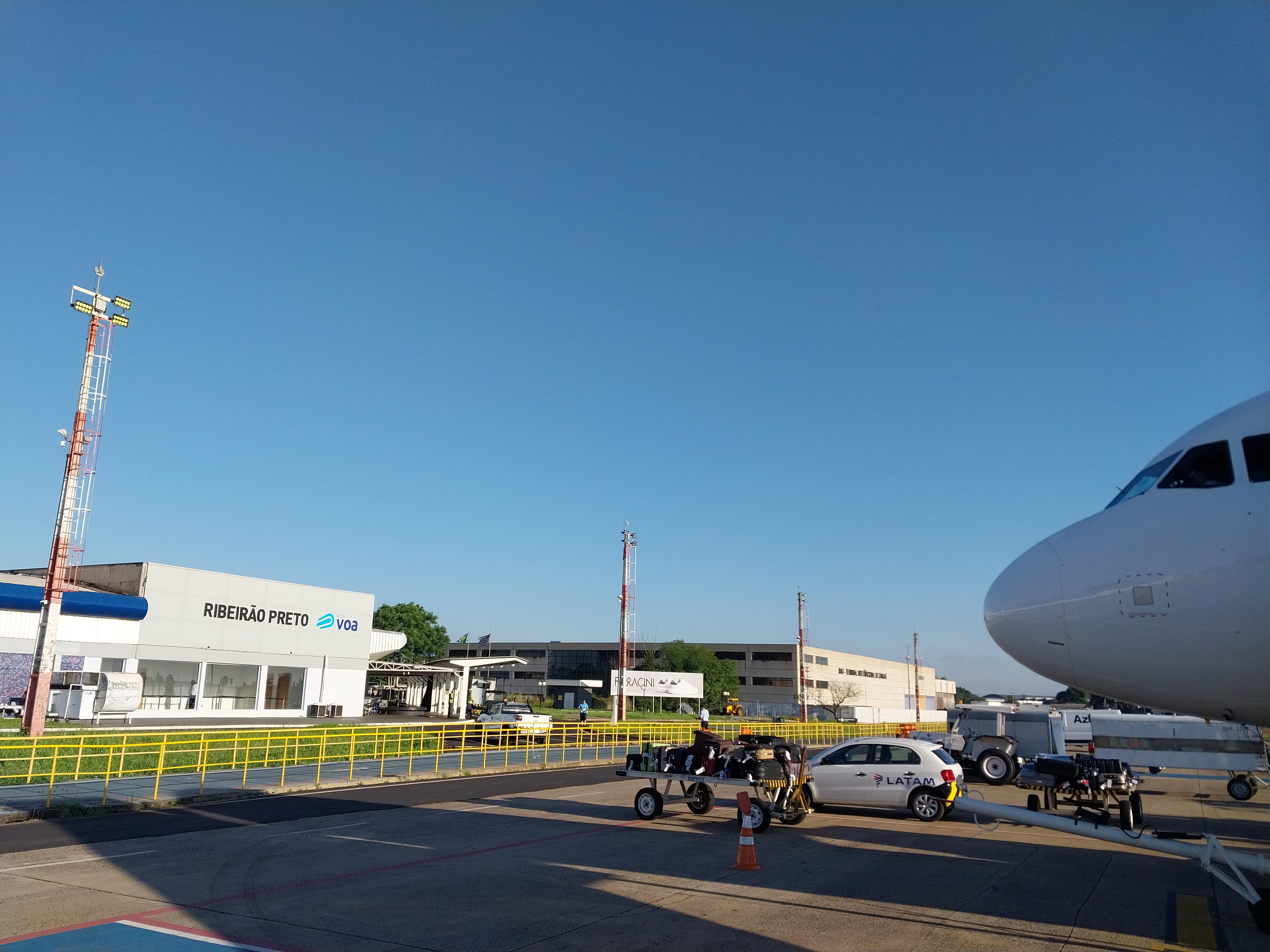
Pátio do Aeroporto Leite Lopes, em Ribeirão Preto.

A região conta com o Aeroporto Internacional de Viracopos, em Campinas, um dos maiores aeroportos de carga da América Latina e um dos principais do Brasil. São Paulo conta também com o Aeroporto Leite Lopes, em Ribeirão Preto, que está em processo de se tornar internacional de cargas, além de contar com outros aeroportos regionais espalhados pelo interior do estado.
A demanda nos aeroportos do interior de São Paulo esta crescendo de forma acentuada, tendo expandido em 40% no ano de 2010. O Aeroporto Internacional de Viracopos foi o segundo que mais cresceu no mundo em 2010, já o Aeroporto Leite Lopes, em Ribeirão Preto foi o que mais cresceu no Brasil no primeiro semestre de 2011.
Em 2022, a Assembleia Legislativa de São Paulo (ALESP) determinou a extinção do Departamento Aeroviário do Estado de São Paulo (DAESP), decisão publicada no Diário Oficial em 15 de abril de 2022. As atribuições do DAESP foram transferidas para a Secretaria de Logística e Transportes.
Os 22 aeroportos remanescentes vinculados ao extinto DAESP foram divididos em dois lotes e leiloados pelo governo de São Paulo, sendo arrematados pelo consórcio Voa NW/Voa NE, que levou o bloco Sudeste pelo valor de outorga de R$ 14,7 milhões. O consórcio Aeroportos Paulistas arrematou o bloco Noroeste pelo valor de R$ 7,6 milhões. Os investimentos previstos ao longo dos trinta anos de concessão nos 22 equipamentos, foram estimados na ordem de R$ 447 milhões.[carece de fontes?]

#### Hidrovias

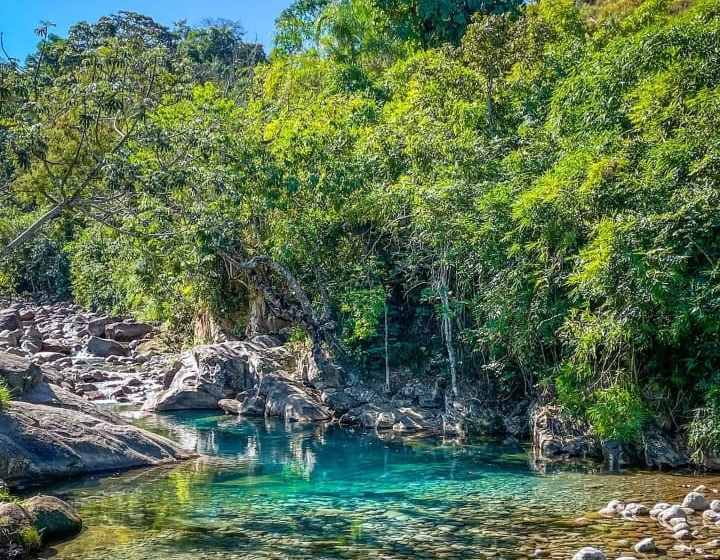
Lavrinhas

Além de transporte rodoviário e aéreo, o interior conta com a hidrovia Paraná-Tietê, que contribui no escoamento de cargas e pessoas do estado de São Paulo e das regiões centro-oeste e norte do Brasil. A Hidrovia compreende os rios Tietê, Paraná e Piracicaba.

#### Ferrovia
As grandes ferrovias em São Paulo espalharam pelo interior do estado, devido a política de valorização do café no início do século XX. Para se ter noção dessa expansão, podemos constatar que em 1901, havia no Estado de São Paulo um total de 3.471 quilômetros de linhas férreas, chegando-se em 1940 a atingir um total de 8.622 quilômetros, estagnando-se no período posterior ou mesmo reduzindo-se até os dias atuais.
Com projetos ambiciosos como a implantação do Trem de Alta Velocidade (Trem Bala) ligando Campinas ao Rio de Janeiro (cidade), passando por São Paulo (cidade) e São José dos Campos, e possivelmente no futuro ligando Campinas a Brasília, passando por Ribeirão Preto. Existe também o projeto do Trem Expresso de Jundiaí para São Paulo (cidade), o primeiro dos chamados trens regionais que o governo de São Paulo que espalhar pelo estado.
O estado de São Paulo terá um Ferroanel, o projeto de engenharia do trecho de 60 km, sob responsabilidade da MRS Logística. A obra, orçada inicialmente em aproximadamente R$ 1,2 bilhão, deve ser entregue até 2014. O traçado previsto para a linha deve sair de Itaquaquecetuba, na zona leste da Grande São Paulo, passar por Guarulhos, beirando a Serra da Cantareira, chegar em Perus, na zona norte paulistana, e seguir até Jundiaí. Esse trajeto facilitaria principalmente o transporte de cargas entre o Vale do Paraíba e as regiões de Sorocaba, Campinas e Ribeirão Preto.
O Governo do Estado de São Paulo estuda a criação de linhas de trens rápidos de passageiros ligando a capital ao interior, iniciando a partir das cidades com raio de 100 quilômetros da capital. Projetos estão sendo 'pensados' para levar os trens de passageiros a uma velocidade média de 120 km/h, a Piracicaba, cidade que dista 164 quilômetros da capital, e a Ribeirão Preto, a 336 quilômetros de São Paulo. Nos dois casos, as linhas sairão de Campinas, interior paulista. O modelo definido para as novas linhas é de composições compactas e modernas com velocidade máxima de 180 km/h, o que assegura uma média de 120 km/h.

#### Rodovias

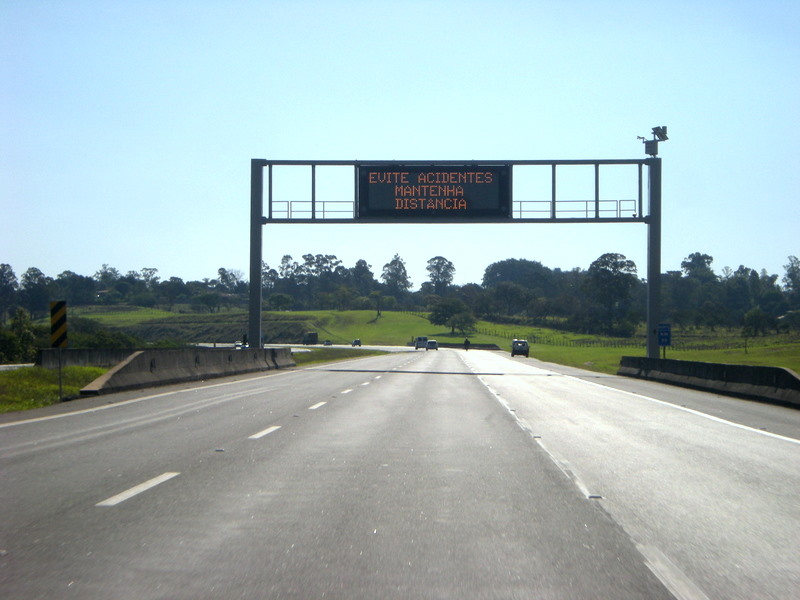
Rodovia dos Bandeirantes, considerada a melhor rodovia do Brasil pela Confederação Nacional do Transporte.

O sistema rodoviário do Estado de S. Paulo é o maior sistema estadual de transporte rodoviário do Brasil, com 34.650 km. Trata-se de uma enorme rede interligada, divida em três níveis, municipal (11 600 quilômetros), estadual (22 000 quilômetros) e federal (1 050 quilômetros). Mais de 90% da população paulista está a cerca de cinco quilômetros de uma estrada pavimentada. São Paulo possui o maior número de estradas duplicadas da América Latina e, de acordo com uma pesquisa realizada pela Confederação Nacional do Transporte, o sistema rodoviário do estado é o melhor do Brasil, com 59,4% de suas estradas classificadas na categoria "excelente". A pesquisa também apontou que das 10 melhores rodovias brasileiras, nove são paulistas.
O Estado de S. Paulo possui uma malha rodoviária com mais de 32 000 quilômetros de vias asfaltadas,  representando cerca de 17% do total da malha asfaltada do Brasil. As rodovias paulistas são consideradas as mais modernas e melhor conservadas do Brasil. A Confederação Nacional do Transporte, em uma pesquisa realizada em 2006, divulgou um ranking que coloca as rodovias de São Paulo, em comparação com as outras rodovias brasileiras, no topo em termos de estado geral de conservação. A administração de algumas rodovias paulistas foi transferida à iniciativa privada a partir do final da década de 90, dentro de um programa mais amplo de privatização. As empresas vencedoras do processo licitatório foram obrigadas a realizar uma série de investimentos e a cumprir metas de qualidade mas, apesar da melhoria nas estatísticas de acidentes, a cobrança de um valor de pedágio considerado alto para os padrões brasileiros provoca críticas ao modelo de privatização.
O interior de São Paulo conta com uma complexa rede de transporte, tendo com eixos principais as rodovias Anhanguera, Castelo Branco, Raposo Tavares, Dutra, Bandeirantes, Washington Luís, Marechal Rondon, Carvalho Pinto, Dom Pedro I e Faria Lima.
O governo do Estado de São Paulo está construindo uma das maiores obras viárias do interior do Brasil, que é o corredor Sumaré-Campinas, que irá interligar diversas cidades da Região Metropolitana de Campinas, este mega projeto está recebendo investimentos da ordem de R$ 150 milhões. A Rodovia Euclides da Cunha (SP-320) está passando por 164,8 quilômetros de duplicação, com investimentos de R$ 775 milhões pelo Governo do Estado.

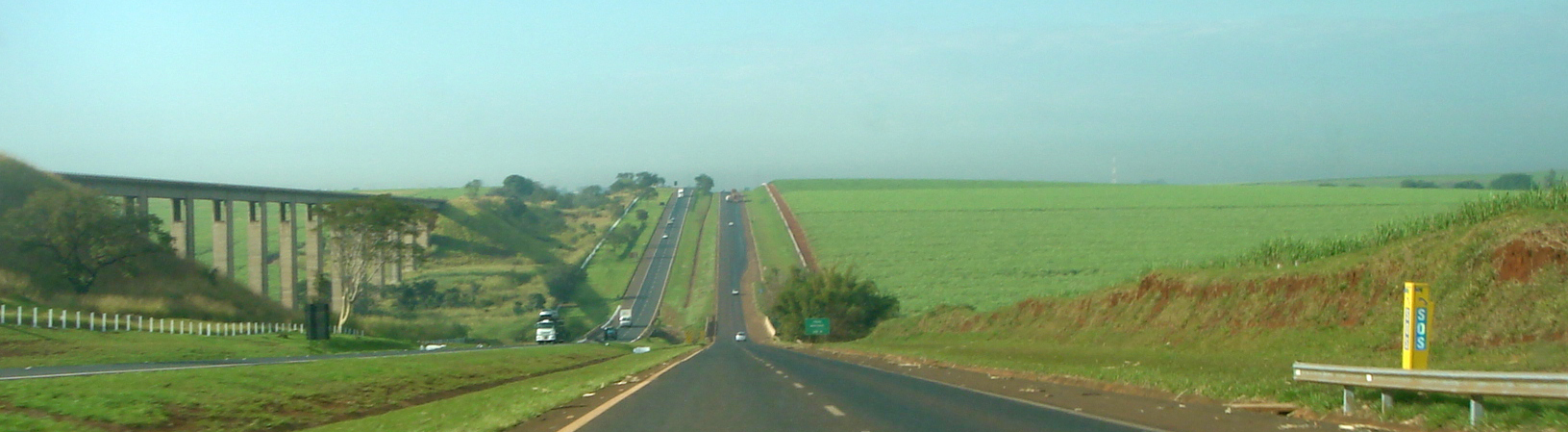
Rodovia Anhanguera na região de Ribeirão Preto, cercada por canaviais.

O governo do Estado de São Paulo está construindo o maior complexo viário do Brasil, que é a remodelação do trevo Waldo Adalberto da Silveira, um dos principais acessos a Ribeirão Preto, localizado numa área estratégica e que interliga as rodovias Anhanguera, Abrão Assed, Antônio Machado Sant’Anna com a Avenida Castelo Branco, passará por total remodelação num investimento que vai totalizar aproximadamente R$ 120 milhões. Vale ressaltar que mais de 1,5 milhão de pessoas serão beneficiadas pela obra. Serão construídos oito viadutos e 20 alças de acesso em um complexo viário com mais de 11,8 quilômetros de extensão (quase o tamanho da ponte Rio-Niterói), que possui cerca de 13 quilômetros de comprimento. Também engloba o projeto uma passarela para pedestres. O novo dispositivo foi projetado para suportar o tráfego de veículos nos próximos 30 anos.

### Educação

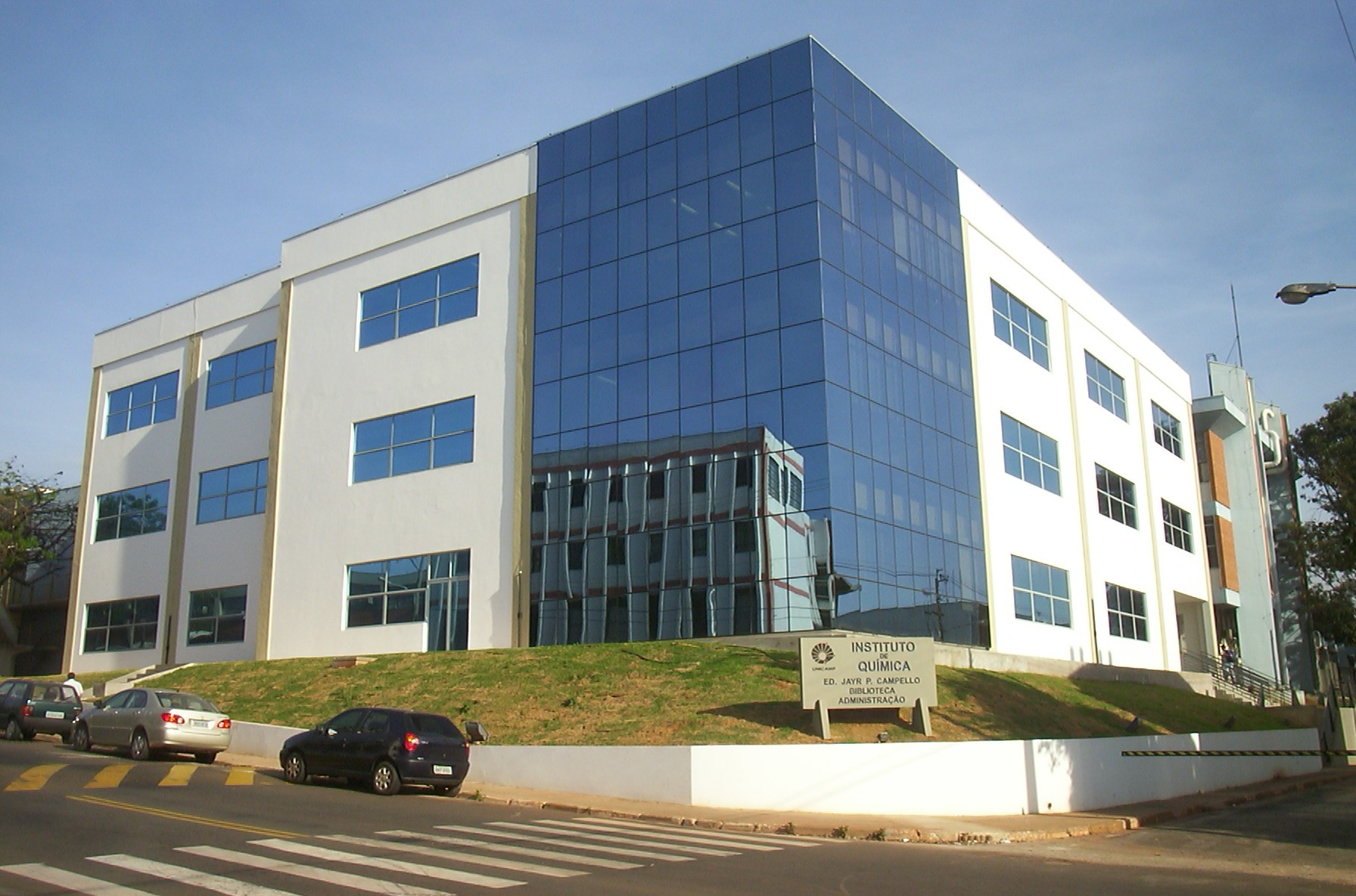
Administração e Biblioteca do Instituto de Química da UNICAMP

O interior de São Paulo é responsável por cerca de 1 quarto de toda a produção científica nacional. A região conta com importantes instituições de ensino superior brasileiras, como a USP em São Carlos, Ribeirão Preto, Piracicaba e Bauru, a UNICAMP, a UNESP, o ITA, a UFSCar, a UNIFESP, a PUC Campinas, e a FATEC – esta, presente em quase todo o estado –, dentre outras.
No ranking das melhores universidades do mundo, o Webometrics Ranking of World Universities classificou em 2012:
- Universidade de São Paulo - a melhor universidade brasileira e a 61ª melhor universidade do mundo;
- Universidade Estadual de Campinas - a 2ª melhor universidade brasileira e a 86ª melhor do mundo;
- Universidade Estadual Paulista - a 3ª melhor universidade brasileira e a 102ª melhor do mundo.

Estando a Universidade de São Paulo colocada na frente de universidades renomadas a exemplos da Universidade de Oxford e a Universidade de Princeton, destaca o Brasil entre os países com universidades dentre as melhores do mundo – sendo que as 3 universidades brasileiras que foram citadas no ranking são universidades estaduais públicas e situadas no interior paulista, sendo a UNICAMP a única universidade dentre as 3 que se situa totalmente no interior.
Entre as escolas técnicas estaduais, que se destacam pelo altíssimo padrão de ensino, tem-se:
- O Centro Paula Souza
- O Colégio Técnico de Campinas, subordinado à UNICAMP
- O Colégio Técnico de Limeira, subordinado à UNICAMP
- O Colégio Técnico de Lorena, subordinado à USP
- O Colégio Técnico Indústrial de Bauru, subordinado à UNESP
- O Colégio Técnico Industrial de Guaratinguetá, subordinado à UNESP
- O Colégio Técnico Agrícola de Jaboticabal, subordinado à UNESP

## Cultura

### Culinária

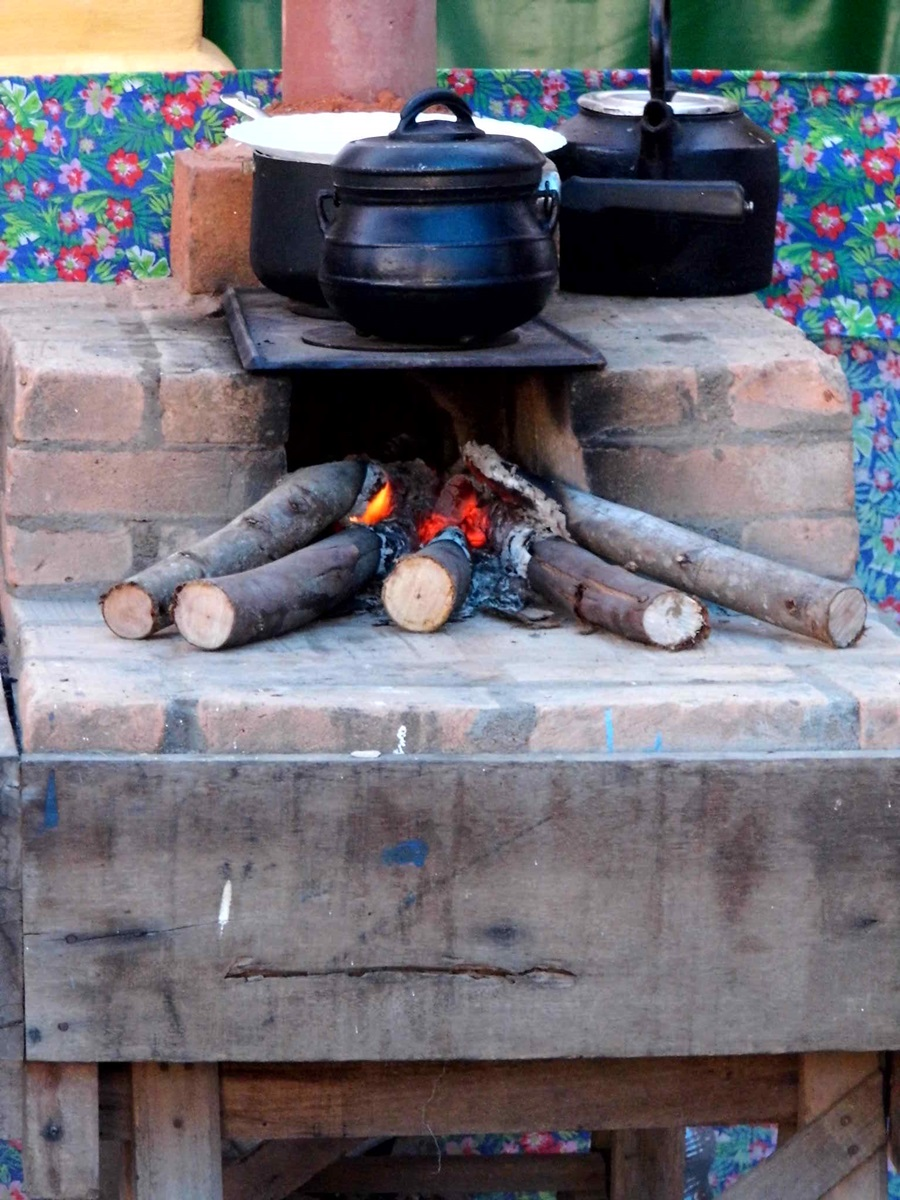
Fogões caipiras são muito comum no interior do estado, sendo São Paulo um dos percusores desse tipo de cozimento no Brasil

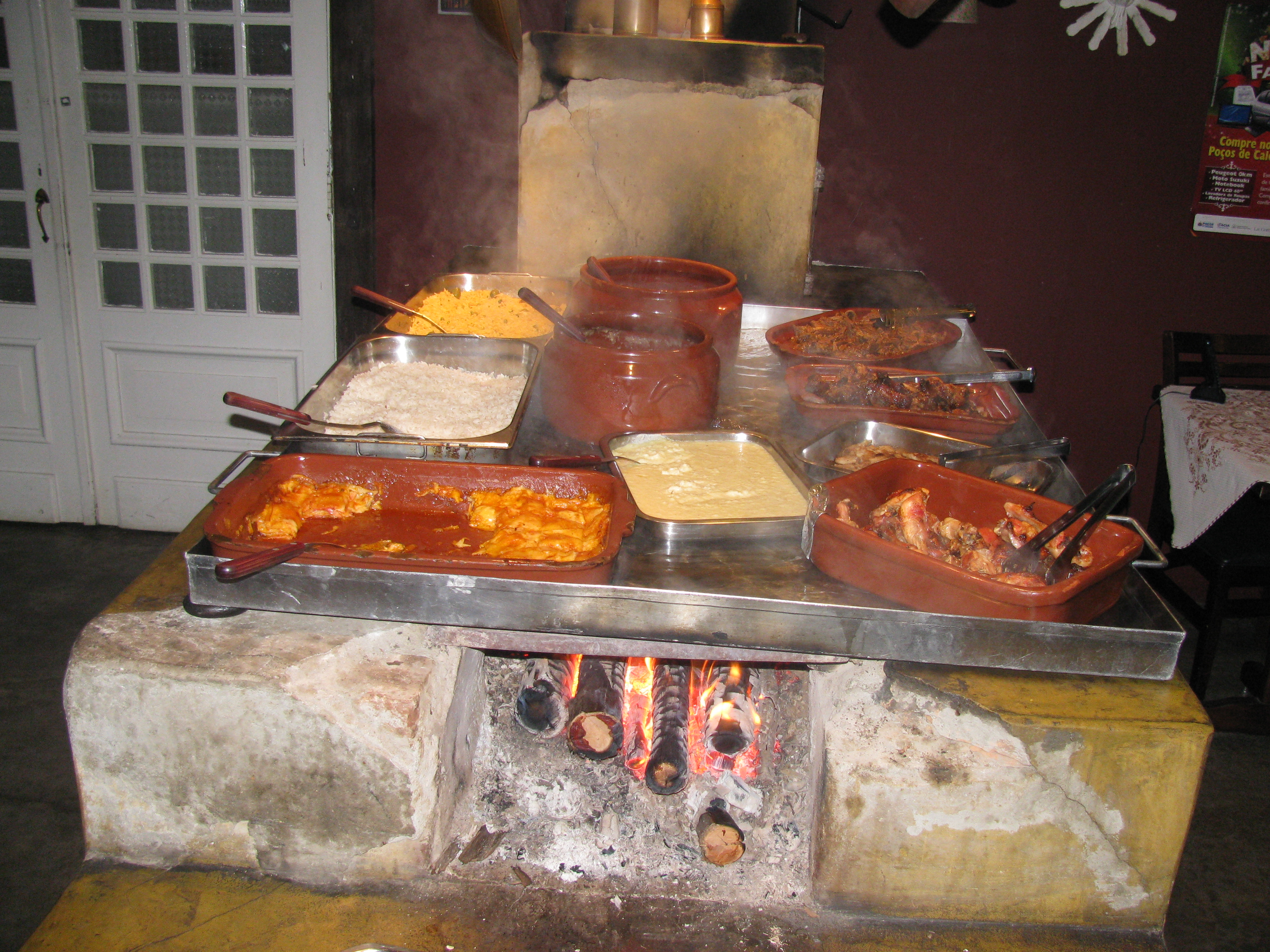
Comida caipira

A culinária de interior paulista é rica e conhecida, tendo influenciado a culinária de diversos estados, como Minas Gerais e Goiás, principalmente a comida caipira, que, ainda hoje, é preparada em fogões caipiras.

### Esportes

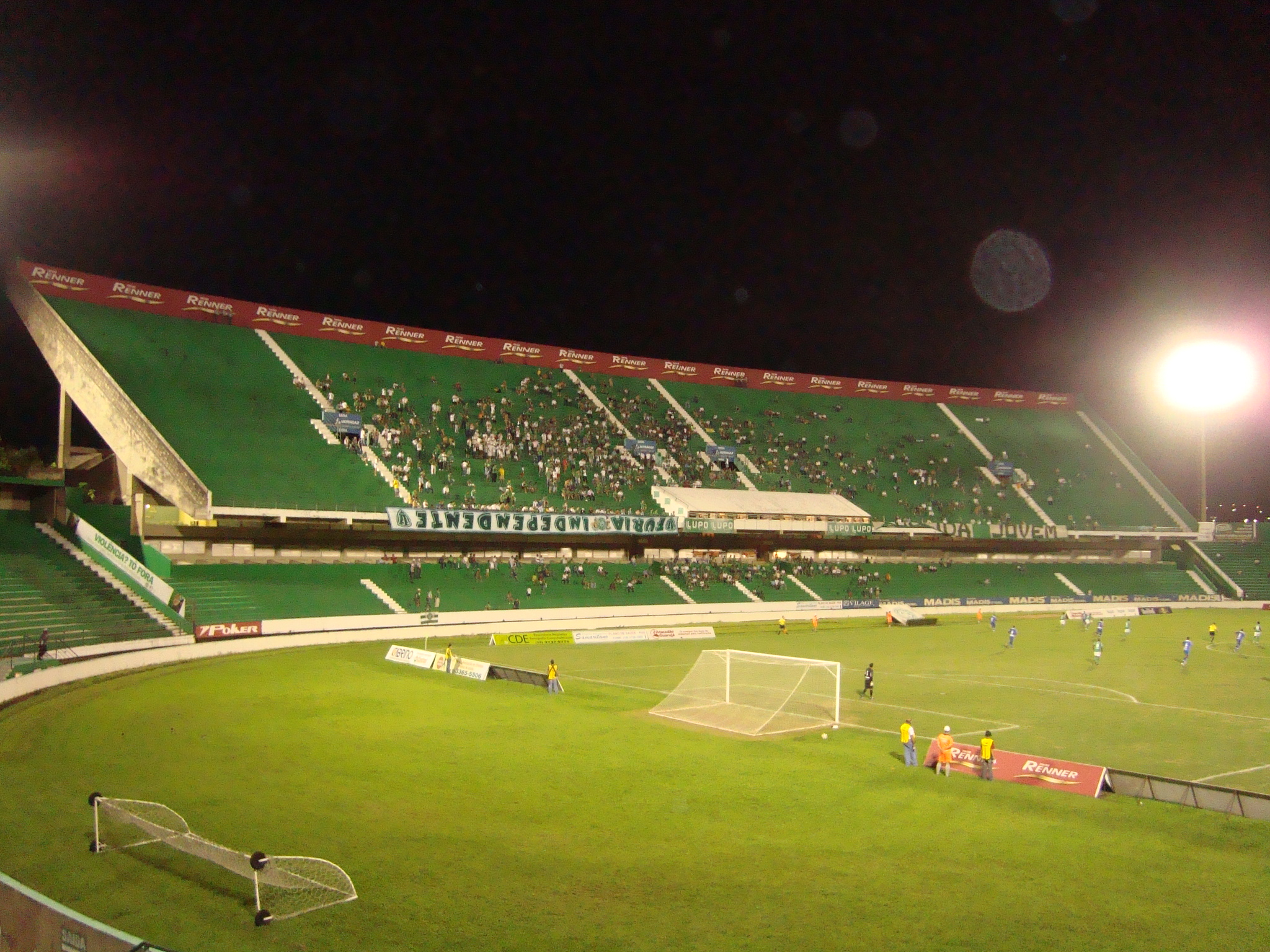
Estádio Brinco de Ouro do Guarani.

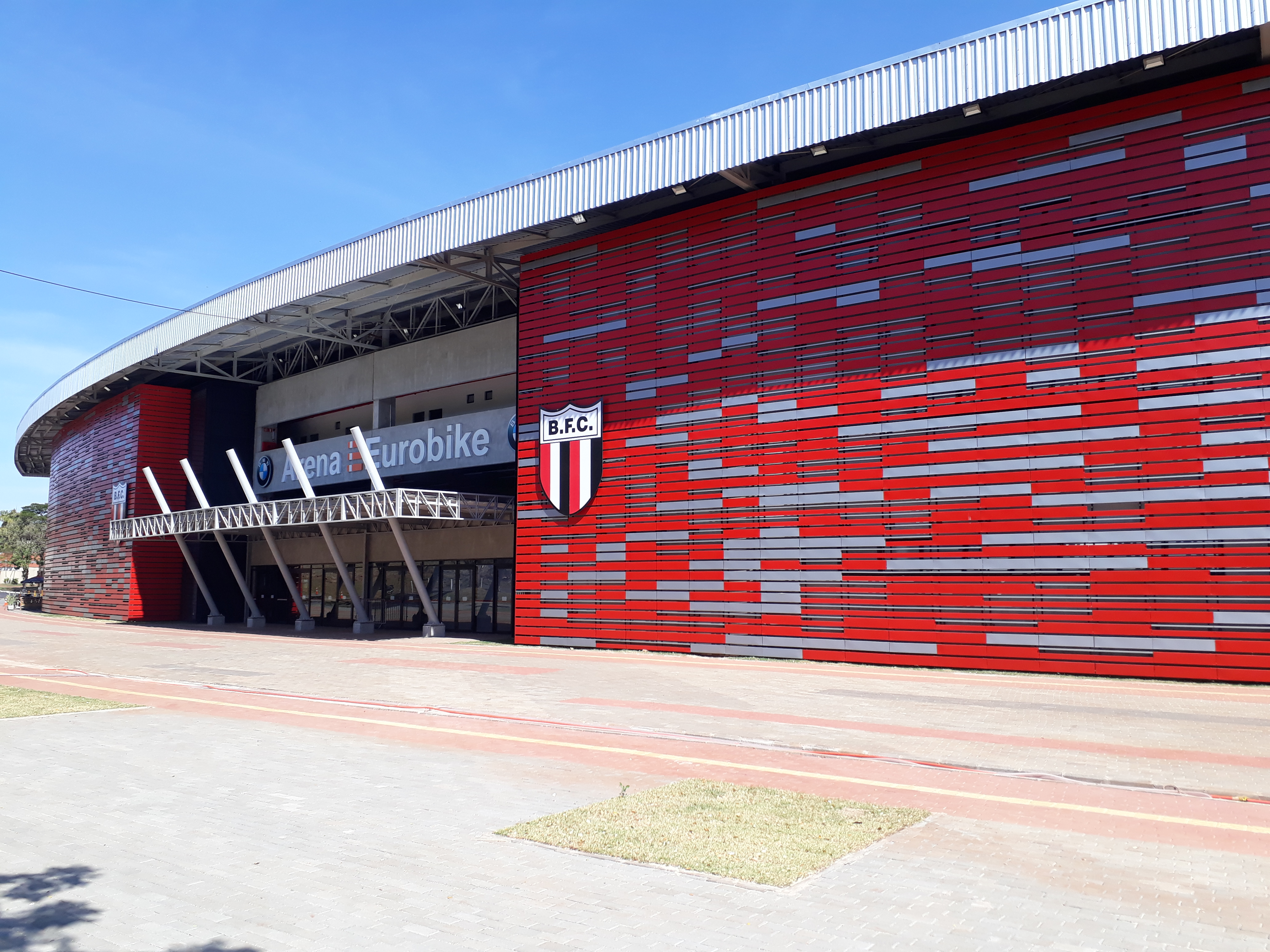
Estádio Santa Cruz do Botafogo de Ribeirão Preto.

O interior paulista é propulsor para o esporte brasileiro, tendo em diversas modalidades representantes que conquistaram títulos, medalhas, e muitas glórias para o Brasil.  Podemos citar alguns esportistas que enobrecem o estado de São Paulo e o Brasil, tais como Gustavo Borges, Felipe Massa, Hélio Castroneves, Hortência Marcari, Magic Paula, Abílio Couto, Laís Souza, Emerson Leão, Raí, Antônio de Oliveira Filho "Careca", Roberto Carlos da Silva, Fabíola Molina, Fernanda Venturini, Maurício Camargo Lima, Luís Fabiano Clemente, Marcos Roberto Silveira Reis, Nicholas Santos, Maria Zeferina Baldaia, Claudinei Quirino da Silva, isto sem contar, que nas Olimpíadas de Pequim somente César Cielo e Maurren Maggi os dois únicos atletas que ganharam medalhas de ouro individualmente, são do interior paulista.

#### Futebol
O interior paulista possui o primeiro e único campeão brasileiro de futebol do interior do Brasil o Guarani, sendo que a Ponte Preta é o clube de futebol mais antigo do estado.
Inter de Limeira, Bragantino e Ituano venceram o Campeonato Paulista. Paulista de Jundiaí e Santo André foram campeões da Copa do Brasil.
Tendo ainda diversos clubes de grande história e tradição, tais como o América, Botafogo, Comercial, Ferroviária, Marília, Mogi Mirim, Noroeste, Oeste, São Bento, São José, Taubaté, União São João, XV de Jaú, XV de Piracicaba, entre outros.
No interior existem alguns clássicos tradicionais, tanto locais como regionais, tais como:
- Guarani x Ponte Preta
- Taubaté x São José
- Comercial x Botafogo
- Comercial x Ferroviária
- Botafogo x Ferroviária
- América x Rio Preto
- Independente x Internacional
- Paulista de Jundiaí x Ituano
- São Bento x Atlético Sorocaba
- Rio Claro x Velo Clube
- Noroeste x Marília
- Noroeste x XV de Jaú

Os principais estádios do interior paulista são:
- Brinco de Ouro (Campinas) - privado
- Moisés Lucarelli (Campinas) - privado
- Fonte Luminosa (Araraquara) - prefeitura
- Santa Cruz (Ribeirão Preto) - privado
- Palma Travassos (Ribeirão Preto) - privado
- Martins Pereira (São José dos Campos) - prefeitura
- Teixeirão (São José do Rio Preto) - privado
- Limeirão (Limeira) - prefeitura
- Prudentão (Presidente Prudente) - prefeitura
- Lanchão (Franca) - prefeitura
- Barão (Piracicaba) - prefeitura

##### Rodeios
O interior paulista se destaca bastante nos esportes. Existem também os melhores rodeios do país, como à Festa do Peão de Barretos, Festa do Peão de São José do Rio Preto, Rodeio de Ribeirão Preto, Festa do Peão de Piracicaba dentre outras. No mundo do rodeio, o Brasil vem se destacando cada vez mais em ligas internacionais do esporte, como à PBR (Professional Bull Riders) nos Estados Unidos.[carece de fontes?]
Fazem parte da PBR mais de 1.000 cowboys distribuídos em países como o Brasil, Canadá, Estados Unidos, México e Austrália. Dentre esses, os brasileiros que se destacaram foram Adriano Moraes, Silvano Alves de Almeida Goes, Renato Nunes Rosa, Kaike Pacheco dentre outros que à cada ano vem de destacando. 

## Folclore

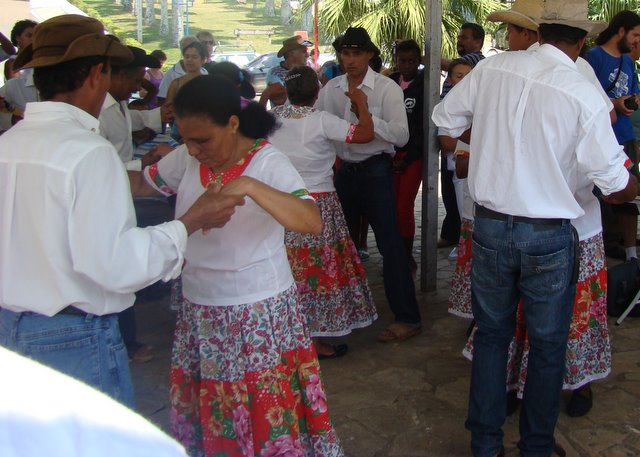
Dança Nhá Maruca, na Comunidade Quilombola de Sapatu, em Eldorado. Essa dança é pertencente ao estilo musical fandango quilombola

O estado de São Paulo possui forte ligação com o folclore e lendas, sendo uma das maiores expressões criativas de seu povo. No interior, bastante lendas são difundidas, tais quais: Bebê-diabo, Corpo-seco, Pisadeira, Saci Pererê, que deu origem ao Dia do Saci, criado em São Paulo com intuito de valorizar o folclore nacional, e à Festa do Saci de São Luiz do Paraitinga. Outra festa tradicional do interior é a Festa do Boi Falô.

## Festas e Eventos Tradicionais
O interior de São Paulo abrange em questões culturais, tendo vários eventos durante o ano. Durante o ano se destacam muitas festas e eventos típicos do interior, como Desfile de Cavaleiros, Rodeios, Festivais de inverno em Campos do Jordão, Festas Juninas, Quermesses, Exposições e feiras agrícolas, como à Agrishow, realizada todos os anos em Ribeirão Preto.

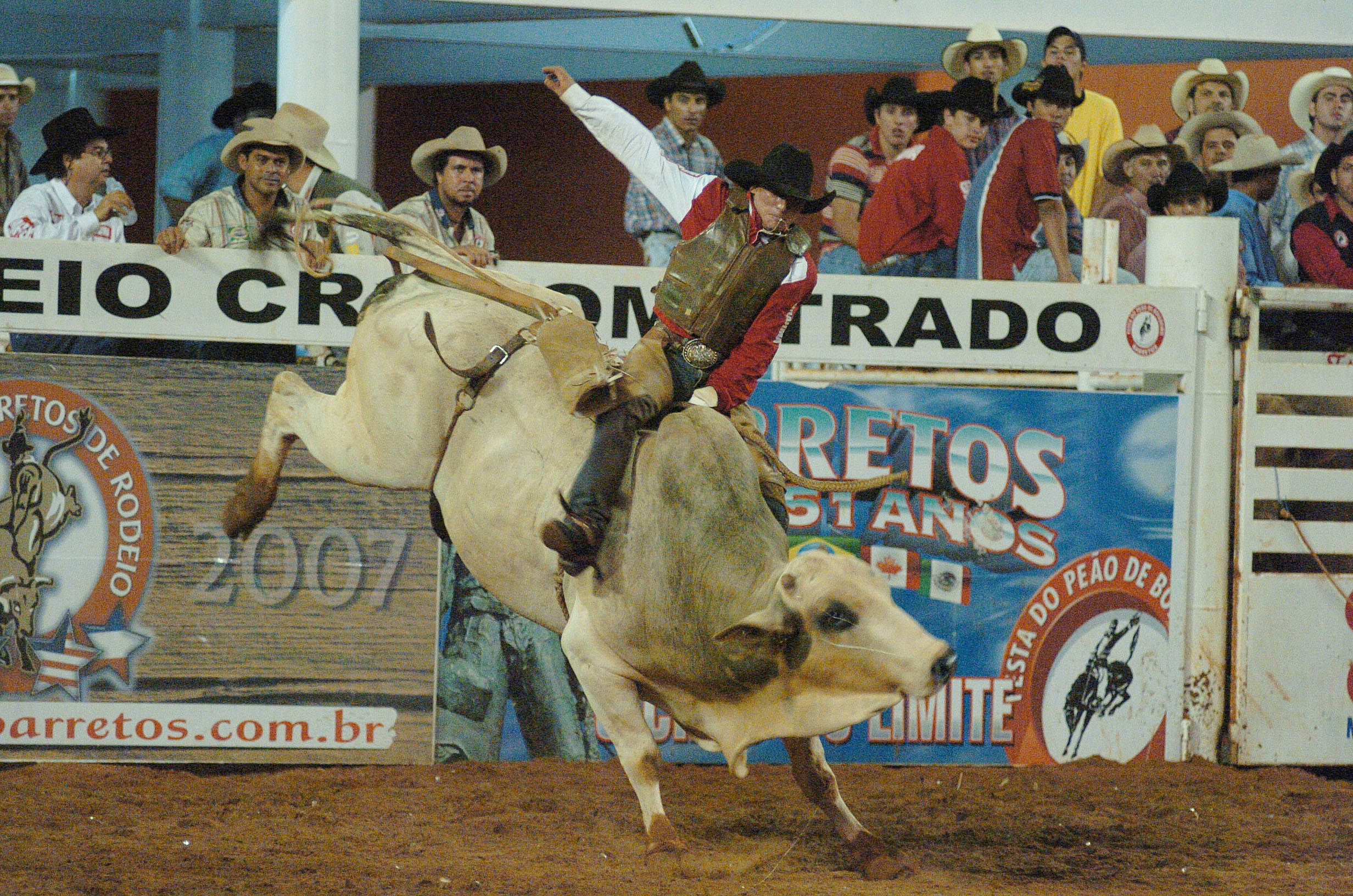
Festa do peão de Boiadeiro de Barretos.